# Valerio Iafrate
Valerio Iafrate (Arpino, 24 gennaio 1970) è un giornalista, telecronista sportivo, conduttore televisivo e scrittore italiano.

## Biografia
Dopo una lunga attività giornalistica in emittenti radiofoniche locali, nel 1990 entra a La Gazzetta dello Sport, dove rimane fino al 1998, per poi diventare inviato dell'ANSA. Giornalista professionista dal 2000, entra in Rai nel 1999; nell'agosto 2003 passa a Sky Sport, dove ricopre i ruoli di conduttore dei TG e di telecronista di calcio (Serie A, B e Champions League) e di tennis, fino al dicembre 2007.
Nel gennaio 2008 torna in Rai, nella testata di Rai Sport, dove resta fino al 31 luglio 2016. Dal 1º agosto 2016 ha assunto il ruolo di responsabile del coordinamento della Comunicazione delle reti RAI, presso la Direzione Comunicazione e Relazioni Esterne e Istituzionali. Dal 15 ottobre 2019 è il Responsabile della Comunicazione degli Eventi Sportivi Rai.
Ha seguito, come inviato, telecronista e conduttore, le Olimpiadi del 2000, 2004, 2008 e 2012, i Campionati del Mondo di Calcio del 2002, 2006, 2010 e 2014, gli Europei di calcio del 2004, 2008, 2012 e 2016, i tornei di tennis del Grande Slam, insieme a Gian Piero Galeazzi, tre edizioni del Campionato del mondo di ciclismo, quattro edizioni del Giro d'Italia, tre del Tour de France e quattro edizioni della Coppa del Mondo di sci nordico. Per quattro stagioni ha curato e condotto, in alternanza con altri colleghi, Zona 11 pm, trasmissione in onda su Rai Sport  dalle 23:00 alle 00:20 dal martedì al venerdì. Per due anni, invece, insieme a Roberto Gotta, è stato il telecronista Rai del campionato di football NFL: ha raccontato, dal vivo, due Superbowl (2009 e 2010) e oltre settanta partite. Nel corso di questo periodo la sua frase "Fino in fondo!", pronunciata in occasione di ogni touchdown realizzato di corsa, è diventata cult.
È docente universitario di Nuovi modelli di comunicazione nello sport  e di Integrazione dei mass media presso l'Università LUMSA di Roma.
Nel suo libro d'esordio, pubblicato da Rai-ERI, "Uno squalo in rosa", scritto con Vincenzo Nibali, ha raccontato la vittoria del ciclista siciliano al Giro d'Italia del 2016. Nel 2021 ha pubblicato, per Albatros Edizioni, "Gli Dei di Olimpia", una storia dei Giochi Olimpici inserita dal CIO nella bibliografia mondiale delle Olimpiadi, nel 2022, per DFG-lab, "American Icon - Miti e leggende dello sport a stelle e strisce", nel 2023, sempre per DFG-lab, "L'ultimo tiro - Storie di chi non si è arreso a un destino di sconfitta", e nel 2024, ancora per DFG-lab, "La seconda stella - Viaggio nell'universo nerazzurro del ventesimo scudetto". Insieme alla moglie Martha, invece, ha scritto "Il sentiero incantato", una raccolta di fiabe per bambini e il thriller "Il Cerchio di Venere", premiato con la menzione d'onore del Premio Casentino per le opere prime. È un appassionato di enogastronomia, diplomato sommelier AIS e runner dilettante: ha un primato di 3h48'24" in maratona e di 1h45'40" in mezza maratona.